# Nemesia laminia
Espèce
Nemesia laminia est une espèce d'araignées mygalomorphes de la famille des Nemesiidae.

## Distribution
Cette espèce est endémique de Castille-La Manche en Espagne,. Elle se rencontre vers Daimiel.

## Description
Le mâle holotype mesure 9,7 mm, les mâles mesurent de 9,4 à 11,0 mm.

## Systématique et taxinomie
Cette espèce a été décrite par Luis de la Iglesia en 2024.

## Publication originale
- Luis de la Iglesia, 2024 : « El grupo athiasi: complejo de especies de arañas tramperas dentro del género Nemesia (Araneae, Nemesiidae) en España peninsular y descripción de tres nuevas especies. » Revista Ibérica de Aracnología, vol. 44, p. 3-38.